# El sopar dels amics
Sopar dels amics és una obra del pintor Joan Abelló datada del 1951. Es tracta d’un dels olis més grans de la trajectòria artística del pintor, on va retratar un total de catorze homes des de diferents perfils i perspectives. L’obra forma part de la col·lecció del Museu Abelló.

## Descripció de l'obra
En el Sopar dels amics, l’artista català Joan Abelló, realitza un retrat grupal compost per catorze homes, alguns de perfil i altres de front, que envolten una taula ricament plena de menjar, demostrant així el pintor, la seva habilitat per fer natures mortes molt ben trobades, realistes i, en aquest cas, molt nombrosa quant a elements, ja que ocupa pràcticament tota la superfície de la taula: es tracta sobretot de la representació de diferents fruites, amb excepció de les ampolles i les copes.
Compositivament, el quadre s'organitza amb una taula situada horitzontalment en la part central, que fa d’eix horitzontal de la composició, deixant un espai al seu voltant per a representar els homes. Concretament, vuit se situen a la franja superior, la més plena, dos a la franja inferior, aspecte al qual hem de sumar la representació d’un gos, i dos a cada costat.
Malgrat l’ambient festiu que inspiren aquest tipus d’escenes, el Sopar dels amics utilitza l’anècdota de la taula per a mostrar un elevat grau de diferenciació en les accions i emocions dels personatges que retracta. En alguns casos el pintor Abelló fa servir l’acció de beure, la copa o la pipa de fumar com a element a partir del qual inspirar el retrat, aportant dinamisme i costumisme a l'escena, però en altres casos, pràcticament semblen retrats individuals en els quals els personatges miren directament a l'espectador en postures que poden semblar forçades si es té en compte el tipus d’escena que representa l’artista. D’entre tots, la postura més original i dinàmica és la que utilitza el mateix pintor per a representar-se: en el costat dret de la part inferior, mig estirat en la cadira, aguanta amb una de les seves mans una copa de vi mentre que amb l’altra juga amb unes cireres i la seva orella.
Cromàticament parlant, la paleta d’aquesta peça és majoritàriament fosca, creant un important contrast tonal amb la representació de les fruites: no només la indumentària dels representats és fosca (de fet, és de color negre en la majoria de personatges amb l'excepció de l'ús de granat i de color mostassa en dos casos) sinó que el poc fons que queda lliure a la part superior utilitza la mateixa gamma.
La peça està signada i datada l’any 1951 a l’angle inferior esquerra de l'anvers i al revers  del conjunt. A més, al revers de la tela, trobem diverses inscripcions més, com ‘’ El sopar// Cena íntima’’, així com la llista de representats: ‘’Auset, Boix, Imaginació, Brancos, Ibars, Martínez, Dalmases, Autoretrato, Òscar C, Urgell, Carme, Maroto (guitarrista), Arquimbau (vendedor de quadros), Canut’’. Pedro Voltes (1974) va reconèixer a molts d’aquests personatges, i el mateix autor afirma gràcies a la conservació d’una fotografia en la qual apareix Abelló realitzant aquesta peça, que l’objectiu de l’obra és perpetuar els sopars periòdics en els quals es reunien els amics de l’època militar, reconeixent al pintor Abelló com ‘’un home entregat al culte de l’amistat’’.

## Estil i Context d'Abelló als anys 50
La dècada dels anys cinquanta es podria considerar com el període en el qual Abelló, amb una base ja preparada per a cimentar la seva carrera artística, consolida i especifica la seva trajectòria com a artista. És una dècada en la qual es succeiran les exposicions, assistirà a tots els concursos possibles i començarà un nou camí: buscar el seu reconeixement fora de les fronteres.
Estilísticament parlant, es tracta d’una dècada molt canviant i intensa que comença amb l'estil de l’anomenada època negra, al qual pertany aquesta peça: segons Josep Fèlix Bentz, en aquesta etapa influeixen diversos factors com les morts del seu germà petit Andreu i del seu pare, que porten a Abelló a un cert misticisme i a bolcar-se en repetides ocasions en el tema religiós, en un tipus de pintura de profunda espiritualitat, de caràcter intimista i amb certes reminiscències que apunten a la pintura de Solana, encara que utilitzant una paleta cromàtica en la qual abunden les ombres i els tons negres, pigments que no existien en la seva primera etapa més neoimpressionista influenciada clarament per Joaquim Mir, el seu referent pictòric.

## Exposicions
- Abelló, Biblioteca de Catalunya, Barcelona, 16/04/1974 - 30/04/1974
- Abelló en Madrid, Museu de la Ciudad, Madrid, 07/10/2004 - 28/11/2004
- Abelló a les col·leccions particulars, Museu Abelló, Mollet del Vallès, 28/01/2005 - 18/05/2005
- Abelló, un tast, Museu Abelló, 12/12/2012